# André Maginot

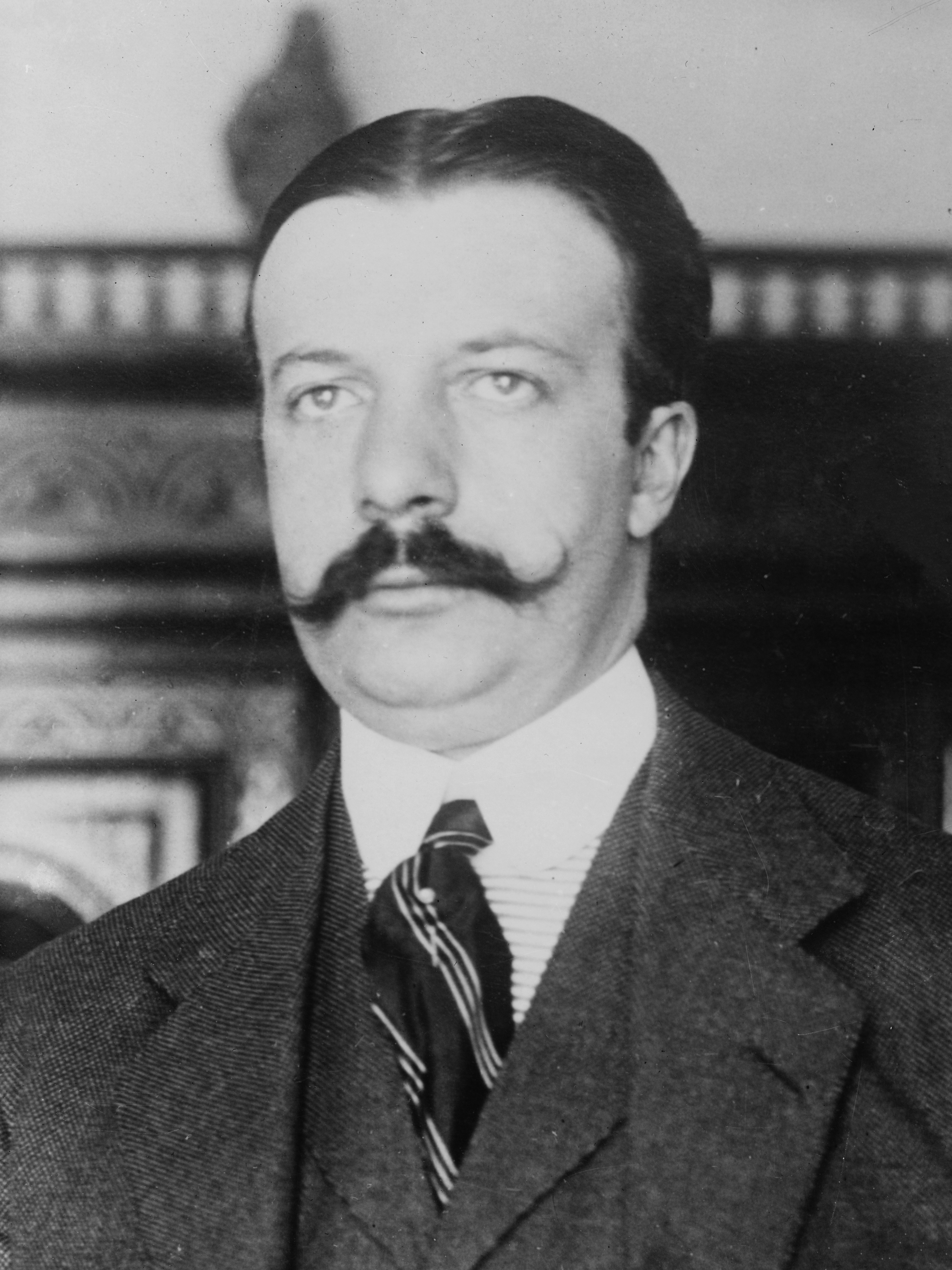
André Maginot

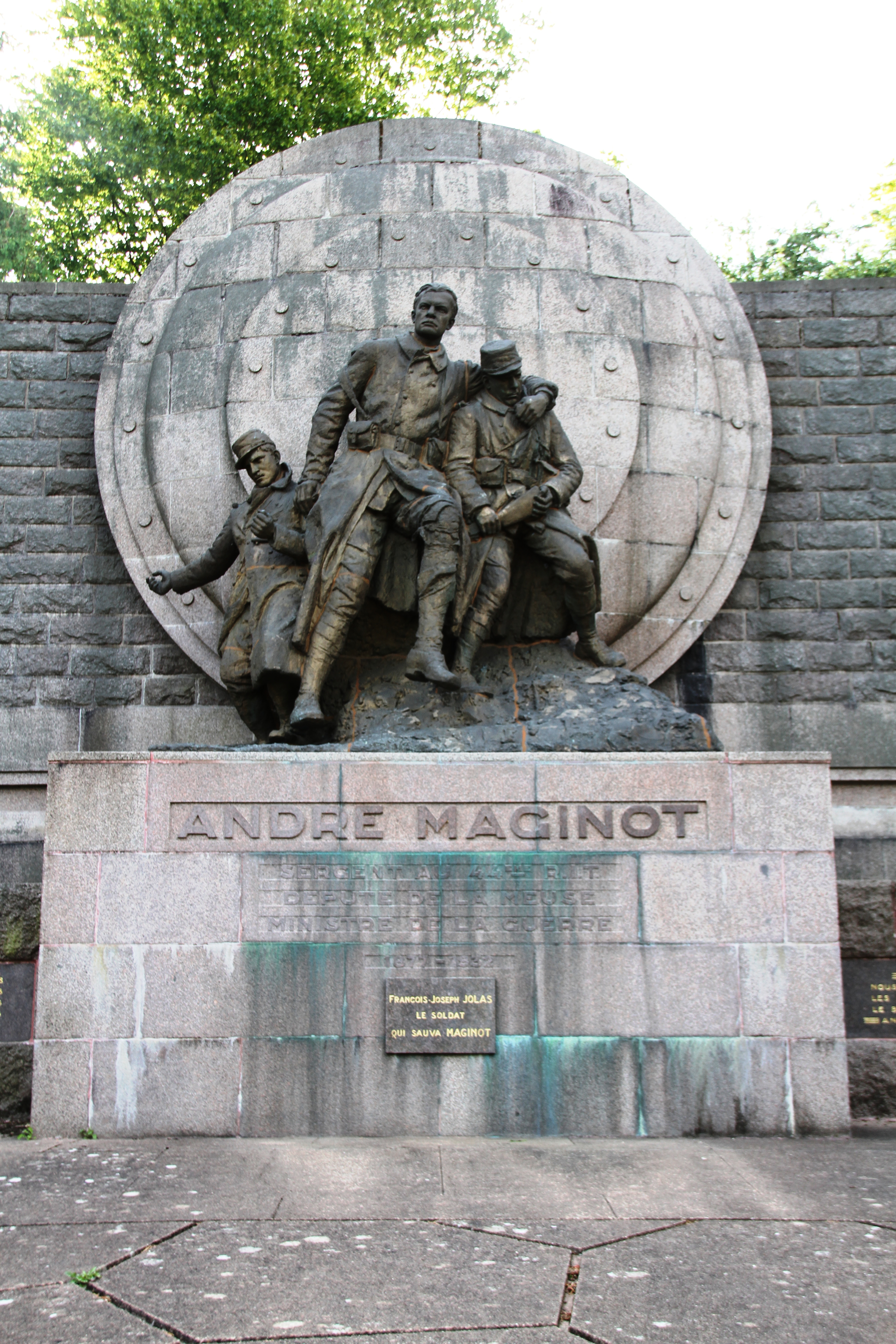
Het Monument Maginot, opgericht in 1935, dat sergeant Maginot voorstelt die gewond wordt weggevoerd door twee medesoldaten

André Louis René Maginot (Parijs, 17 februari 1877 – aldaar, 7 januari 1932), was een Frans staatsman, vooral bekend van de naar hem genoemde Maginotlinie. Hij was met tussenpozen minister van Defensie in vier Franse kabinetten tussen 1922 en 1932: het kabinet-Poincaré, de kabinetten-Tardieu I en II en het kabinet-Laval I.

## Biografie
Maginot werd geboren te Parijs als oudste van vier kinderen. Zijn ouders waren afkomstig uit Revigny-sur-Ornain in de Meuse.
Hij studeerde in 1897 af als doctor in de rechten en werd ambtenaar. Zijn politieke loopbaan begon hij als afgevaardigde voor het kanton Revigny-sur-Ornain in de departementsraad en in 1910 werd hij verkozen als lid van de Assemblée Nationale in het arrondissement Bar-le-Duc, een zetel die hij zou behouden tot aan zijn dood.

### Eerste Wereldoorlog
In 1913 werd hij onder-staatssecretaris van Defensie. Bij het uitbreken van de Eerste Wereldoorlog nam hij dienst als soldaat bij de infanterie en werd hij op zijn vraag gestationeerd aan het front langs de Maas. Hij diende in het 44e infanterieregiment van het territoriale leger en klom al snel op tot de graad van sergeant. Op 9 november 1914 liep hij een dubbele schotwonde aan de linkerdij tijdens een verkenningsmissie bij het Bois des Hayes. Hierdoor was Maginot definitief buiten strijd gesteld. Zijn herstel vereiste meerdere operaties aan de knie en duurde meerdere maanden. In 1917 werd hij minister van Overzeese Gebieden en Koloniën. Voor zijn inzet aan het front werd hij in 1919 benoemd tot ridder in het Legioen van Eer.
In 1920 werd hij benoemd tot minister van Pensioenen, Oorlogsslachtoffers, Oudstrijders, Vluchtelingen en Gevangenen. Op 10 november van datzelfde jaar was hij voorzitter van het comité dat in de citadel van Verdun overging tot het aanwijzen van de Onbekende Soldaat.

### Minister van Defensie
In 1922 werd hij in de regering onder leiding van zijn streekgenoot Raymond Poincaré minister van Defensie. In die functie legde hij zich toe op de uitbouw van de verdedigingen langsheen de Franse grenzen en liet hij forten bouwen. Met zijn vervanger Paul Painlevé werkte hij verder aan het inzamelen van fondsen ter verbetering van de landsverdediging, in 1928 startten de werken aan de Maginotlinie.
In 1929 werd hij opnieuw minister van Defensie. Overtuigd dat vestingen de beste oplossing vormen, blies hij het project dat slechts matig was opgeschoten nieuw leven in. Zijn doel was een antwoord te bieden op de militarisering van het Duitse Rijnland die vanaf 1935 terug mogelijk werd. Door zijn activisme slaagde hij erin de financiering van de Maginotlinie rond te krijgen; een budget van 3,3 miljard francs over vier jaar gespreid werd met een ruime meerderheid goedgekeurd.
André Maginot overleed op 7 januari 1932 aan tyfus en werd begraven te Revigny-sur-Ornain op 10 januari nadat hij eerder die dag een staatsbegrafenis kreeg in het Hôtel des Invalides.
- Bibliothèque nationale de France: cb125019857 (data)
- Gemeinsame Normdatei: 119317664
- International Standard Name Identifier: 0000 0000 4204 5611
- Library of Congress Control Number: no96038103
- Base Léonore: LH//1685/20
- MusicBrainz: 0305649e-8150-44da-b33a-37b76883bc2c
- Nationale Bibliotheek van Israël: 987007357175105171
- Istituto Centrale per il Catalogo Unico: RMGV088302
- SNAC: w6rw2vg0
- Système universitaire de documentation: 034244549
- Virtual International Authority File: 69034930
- WorldCat: E39PBJxCw4YjB3MgChPQ6CdqQq